# Perez Chapel International
Perez Chapel International est une association chrétienne évangélique internationale d'églises charismatiques. Son siège est une megachurch à Accra au Ghana, le Perez Dome. Son dirigeant est le pasteur Charles Agyin-Asare.

## Histoire
Perez Chapel International a été fondée sous le nom de Word Miracle Church International par Charles Agyin-Asare en 1987 à Tamale. En 1994, le siège est transféré à Accra et une nouvelle église est établie avec soixante-dix personnes. En 2011, elle a fait la dédicace d’un nouveau bâtiment comprenant un auditorium de 14 000 places places, le Perez Dome ,. En 2013, le Perez Dome comptait 7 000 membres et l'association comptait 50 000 membres à Accra. Elle prend le nom de Perez Chapel International en 2013. En 2017, elle affirmait avoir 400 églises dans 16 pays.

## Croyances
L'association est membre du Ghana Pentecostal and Charismatic Council.